# Toribio Echevarría
Toribio Echevarría Ibarbia (Éibar, 27 de abril de 1887-Caracas, 18 de abril de 1968) fue un escritor, político y humanista español.
Toribio Echevarría, apodado Txindurri, destacó por sus trabajos lingüísticos sobre el euskera de Éibar y por sus obras humanísticas y políticas. Su actividad empresarial fue relevante, destacando la participación en la fundación de la cooperativa Alfa la que dirigió durante 15 años. 

## Biografía
Nació en el número 6 de la calle Txiriokale en la localidad guipuzcoana de Éibar en el País Vasco el 27 de abril de 1887, hijo del eibarrés Nicanor Echevarría y la vitoriana Isabel Ibarbia. A los trece años comenzó a trabajar de aprendiz de grabador aprendiendo y dominando dicho oficio típico su pueblo natal. Mediante concurso público optó a la plaza de secretario del ayuntamiento.
Su afición a la lectura le llevó pronto al interés por la política y en ella por la problemática social y la lucha de clases. Ingresó en el Partido Socialista Obrero Español (PSOE) y en el sindicato UGT donde se convirtió en uno de los líderes de la evolución del socialismo utópico al socialismo pragmático. Participó de manera muy activa en la construcción de la Casa del Pueblo de Éibar y en las constitución de las primeras cooperativas de consumo e industriales, donde su implicación asesoramiento fueron fundamentales en la creación de la cooperativa Alfa en 1920, primera cooperativa industrial moderna del País Vasco y de España, creada por obreros próximos a la Unión General de Trabajadores(UGT). Los propios obreros cooperativistas requirieron a Toribio Echevarría para ser gerente de la cooperativa frente a la cual estuvo 15 años, que pronto pasaría de la fabricación de pistolas a la de máquinas de coser.

...me es grato recordar mis actividades en la fundación de la Cooperativa Alfa. cuyo borrador de la escritura de constitución redacté para el notario y luego dirigí ka empresa durante quince ejercicios favorables que la consolidaron económicamente, hasta la solución de continuidad de la guerra, y si me cabe el honor de haber puesto en práctica de fabricación de máquinas de coser en sustitución de las armas, que coincidiendo con un periodo grave de agitaciones político-sociales, provocaba equivocas sospechas en las autoridades gubernativas, que no nos dejaban en paz. (Toribio Echevarría. Carta a Juan San Martín 16 de octubre de 1966)

Durante la república, Toribio Echevarría fue nombrado por Campsa, representante del Estado para la organización de las importaciones, fundamentalmente desde Rusia. Incluso formó parte de la agencia Campsa-Gentibus que creó el Ministerio de Hacienda para centralizar todas las exportaciones-importaciones.
En la Revolución de 1934, a pesar de no intervenir en los disturbios del asalto con armas al cuartel general de la Guardia Civil, no podía dejar tirados a sus camaradas. Pidió disculpas, pero aun así tuvo que pasar 16 meses en la  cárcel de San Cristóbal en Pamplona.
Mantuvo una actividad muy intensa durante la Segunda República y la Guerra Civil teniendo que partir al exilio al término de la misma. Residió en Caracas (Venezuela) aunque pasó algunas breves estancias  en Francia, México, Irlanda e Inglaterra.
Colaboró en periódicos y revistas como El Socialista, Euskera, Euzko-Gogoa, Egan, Olerti o Eibar.
Murió en Caracas (Venezuela) el 18 de abril de 1968 a la edad de 81 años. El 27 de abril de 1987 fue nombrado Hijo Predilecto de Éibar.

## Literatura
Ya en 1918 se plasmaron sus inclinaciones literarias al presentar un informe en la Diputación Foral de Guipúzcoa y pronunciar una conferencia sobre el problema vasco tras la "abolición foral". Abogó por un federalismo o liga de naciones en una pequeña publicación de esa misma fecha.
Su trabajo literario fundamentalmente se realizó en su exilio venezolano, donde recompuso, como comienzo, sus obras metafísicas y conceptualistas que había escrito en 1934. 
Su estudio sobre el léxico y el verbo auxiliar en el euskera eibarrés le sirvió para recibir el nombramiento de académico por parte de la  Real Academia de la Lengua Vasca (Euskaltzaindia). Escribió un ensayo sobre la experiencia socialista vista desde Éibar y publicó un libro crítico sobre la vida de Jesús a través de los Evangelios. También publicó tres ensayos sobre la lucha social y la guerra civil.
Descripción de la proclamación de la Segunda República en Viaje por el país de los recuerdos:

...y antes de las seis de la mañana habíase congregado el pueblo en la plaza que se iba a llamar de la República, y los concejales electos del domingo, por su parte, habiéndose presentado en la Casa Consistorial con la intención de hacer valer su investidura desde aquel instante, se constituyeron en sesión solemne, acordando por unanimidad proclamar la República. Acto seguido fue izada la bandera tricolor en el balcón central del ayuntamiento, y Juan de los Toyos dio cuenta desde él al pueblo congregado, que a partir de aquella hora los españoles estábamos viviendo en República.

## Su obra
- La Liga de Naciones y el problema vasco (1918).
- Flexiones verbales de Eibar (1963-64).
- Lexicón del euskera dialectal de Eibar (1965).
- Viaje por el país de los recuerdos (1968, escrita en 1949). ISBN 84-8969-638-1
- Ibiltarixanak. Arrate'tikoen izketango alegiñak, ISBN 84-606-1598-7 (1967).
- Recordando la guerra / Diario de un viaje de un refugiado español, ISBN 84-8046-008-3.
- Triki-trilako koplak.
- La experiencia socialista en España, vista desde mi pueblo (1966).
- Metafísica a Urkola (1966).